# Minamoto no Tsunenobu
Minamoto no Tsunenobu (源経信 (Nguyên, Kinh Tín) 1016 - 1097) là nhà thơ waka quý tộc của Nhật Bản sống vào thời kỳ Heian. Một trong những bài thơ của nằm trong tập thơ nổi tiếng Ogura Hyakunin Isshu. Ông còn được biết với biệt hiệu là Dainagon Tsunenobu (大納言経信 (Đại Nạp Ngôn Kinh Tín)).
Ông không những là người thiện nghệ waka mà còn cả về thi văn và âm nhạc, nổi danh mifune no sai ( tài lớn ba bồ). Ông rất rành về phong tục lễ nghi. Trong thời gian nhậm chức cai quản súy phủ Dazai ở Kyushu, ông mất tại đấy. Con ông là Minamoto no Toshiyori (tác giả bài 74 trong tập Ogura Hyakunin Isshu) thừa kế công việc cách tân thơ waka của ông.

## Thơ Minamoto no Tsunenobu
Đây là bài thơ đánh số 71 trong tập Ogura Hyakunin Isshu do Fujiwara no Teika biên tập:
| Nguyên văn:                                            | Phiên âm:                                                               | Dịch thơ: | Diễn ý: |
| ------------------------------------------------------ | ----------------------------------------------------------------------- | --- | --- |
| 夕されば 門田の稲葉 おとづれて 芦のまろやに 秋風ぞ吹く | Yuu sareba Kadota no inaba Otozurete Ashi no maroya ni Akikaze zo fuku. | Chiều xuống, gió qua thăm, Ngoài cửa đồng lúa vàng. Mái tranh nghèo lại mát, Nhờ đón gió thu sang. (ngũ ngôn) Gió chiều xào xạc đồng vàng, Lại đem hơi mát về ngang mái nghèo. (lục bát) | Khi chiều xuống, Gió thu lay động lúa vàng cánh đồng trước nhà như gợn sóng. Thế rồi nó lại ghé ngang thăm, Mái lợp bằng lau sậy của chỗ ngụ cư đơn sơ của ta nữa, |

### Xuất xứ
Kin'yō Wakashū ( Kim Diệp Tập), thơ thu bài 173.

### Đề tài
Gió thu thổi qua cảnh đồng quê.
Thời ấy, có phong trào yêu chuộng phong cảnh điền viên. Nhân Minamoto no Morokata no Ason ( Nguyên, Sư Hiền) có sơn trang ở Umezu, bên dòng sông Katsura phía tây kinh thành nên Tsunenobu, với tư cách một người thân thích, có dịp ghé chơi và vịnh cảnh "điền gia thu phong".
Kadota ( môn điền) ruộng trước cửa để phân biệt với yama no ta ( sơn điền hay ruộng trong núi). Bài thơ gây được một cảm giác tươi mát cho thị giác, thính giác và cả xúc giác.

## Đường dẫn ngoài
- McMillan, Peter. Năm 2010 (Bản in đầu, Năm 2008). Một Trăm Nhà Thơ, Mỗi Vị Một Thơ. New York: Nhà xuất bản Đại Học Columbia. (tiếng Anh)
- Suzuki Hideo, Yamaguchi Shin'ichi, Yoda Yasushi. Năm 2009 (Bản in đầu, Năm 1997). Genshoku: Ogura Hyakunin Isshu. Tokyo: Bun'eidō. (tiếng Nhật)
- Một trăm bài thơ Nhật Bản cổ (Hyakunin-isshu), biên dịch bởi William N. Porter, 1909, tại trang sacred-texts.com (tiếng Anh)
- Ogura Hyakunin Isshu, biên dịch bởi chimviet.free.fr Lưu trữ ngày 22 tháng 12 năm 2016 tại Wayback Machine